# بو نیلسون
بو نیلسون (سوئدی: Bo Nilsson؛ ‏ ۱ مهٔ ۱۹۳۷ – ۲۵ ژوئن ۲۰۱۸) آهنگساز، موسیقی‌دان و ترانه‌سرای اهل سوئد بود.
از فیلم‌ها یا مجموعه‌های تلویزیونی که وی در آن‌ها نقش داشته است، می‌توان به بُمبی بیت و من اشاره نمود.